# Ivana Maletić

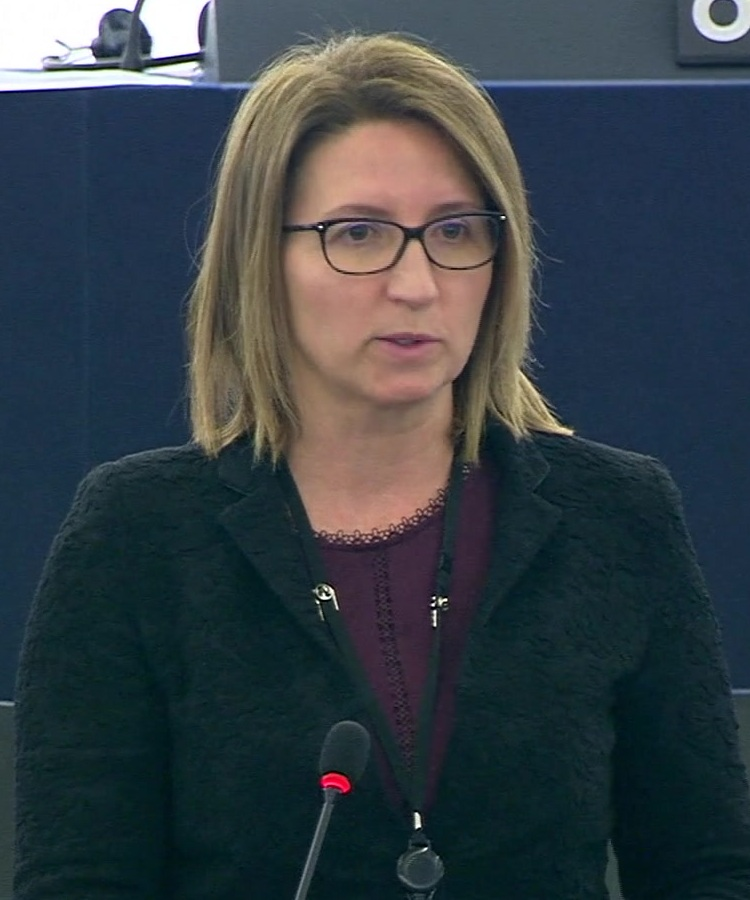
Ivana Maletić, 2019

Ivana Maletić (* 12. Oktober 1973 in Šibenik) ist eine kroatische Politikerin der Hrvatska demokratska zajednica (HDZ).

## Leben
Maletić studierte von 1992 bis 1997 Wirtschaftswissenschaften an der Universität Zagreb. Anschließend arbeitete sie zunächst als Praktikantin und später als Beraterin im kroatischen Finanzministerium. Im September 2004 wurde sie Leiterin der Abteilung für Nationalfondsangelegenheiten im Ministerium. Im Mai 2005 wurde sie zur Assistentin des Finanzministers Ivan Šuker (HDZ) ernannt. 2008 wurde sie zur Staatssekretärin befördert, ehe sie im April 2010 stellvertretende Chefunterhändlerin im Beitrittsprozess der Republik Kroatien zur Europäischen Union wurde.
2012 trat sie der HDZ bei. Am 1. Juli 2013 wurde Maletić als Abgeordnete in das Europäische Parlament aufgenommen. Bei den nachfolgenden Wahlen 2014 wurde sie wiedergewählt und blieb bis 2019 Abgeordnete.